# Thomas Knodel
Thomas Knodel (* 10. März 1953 in Bietigheim-Bissingen, Baden-Württemberg) ist ein deutscher Kirchenmusiker und Diakon.

## Leben
Thomas Knodel wuchs in Großsachsenheim auf. Er war von 1983 bis 2018 Gemeindediakon in der Kirchengemeinde Illingen im Kirchenbezirk Mühlacker der Evangelischen Landeskirche in Württemberg und darüber hinaus von 2004 bis 2018 im Kirchenbezirk als Bildungsreferent und Geschäftsführer des Evangelischen Bildungswerkes Mühlacker auch für Erwachsenenbildung zuständig. Schwerpunkte seiner Arbeit war der erlebnispädagogische Bereich.
Seine Kirchengemeinde verabschiedete ihn 2018 nach 35 Berufsjahren in den Ruhestand.

## Werke
Knodel tritt mit seiner Ehefrau Rotraut mit selbstgeschriebenen Liedern zur Gitarre auf und schreibt Gedichte. Das Lied Aus Gottes guten Händen, das im Württembergischen Regionalteil des Evangelischen Gesangbuchs unter der Nr. 646 zu finden ist, ist nur eines seiner vielen Lieder. Im Jahr 2024  schrieb er auf Anfrage der Superintendentin Christiane Kellner das Lied „Gottes Wort im Blütenmeer“ zum gleichnamigen Motto der Kirchen auf der Landesgartenschau in Bad Dürrenberg in Sachsen-Anhalt.

## Diskografie (Auswahl)
- Choral und Fingerpicking (Pila Music, 1985) mit Winfried Dalferth und Helmut Krüger
- Traue dem Leben – Feinsinnige Lieder vom kleinen und vom großen Glück (Strube-Verlag, 2015) mit Rotraut Knodel